# 젭 스튜어트
제임스 유얼 브라운 스튜어트(James Ewell Brown Stuart, 1833년 2월 6일 ~ 1864년 5월 12일)는 버지니아주 출신으로 미국 남북 전쟁 중 남군의 기병 지휘관으로 이름을 날린 군인이다. 보통 그의 이름 3단어의 첫 머릿글자인 J(ames) E(well) B(rown)을 따서 "Jeb"(젭)이라 불렸다.
스튜어트는 공세 작전에서 지원하는 기병 운용 및 정찰 활동으로 이름을 날린 기병 지휘관이었고, 전쟁 중에 붉은 줄이 그어진 회색 망토, 노란 허리띠, 옆에 공작 깃털 장식이 달린 위로 젖혀진 모자, 옷깃에 붉은 꽃 등으로 한껏 기사 이미지를 가꾸는 동안, 로버트 리의 눈과 귀가 되어 남부의 사기를 높였다.
스튜어트는 대담한 기병장교로 평판을 얻어, 2번(반도 전역과 메릴랜드 전역)에 걸쳐 북군의 포토맥군을 농락해 자신의 명성을 높이고, 북부사람들에게는 당혹감을 선사했다. 의심치 않는 가장 유명한 원정작전이었던 게티스버그에서 스튜어트 부대가 장시간 리의 군대와 떨어져 있었기 때문에 리의 군대는 북군의 움직임을 알아채지 못하고, 게티스버그 전투에서 패배를 당하게 된다. 역사가들은 이것이 스튜어트의 실책인건가, 불행과 리의 확실치않은 명령때문인가 확실히 결정하지 못했다. 게티스버그 전역은 이 전쟁중에도 가장 중요한 2번의 기병끼리 전투인 브렌디 역 전투와 게티스버그 3일째 전투에서 스튜어트는 패배를 당한다.
1864년 오버랜드 전역에서 북군 필립 셰리던 소장의 기병대가 스튜어트 부대에게 공격을 가하고, 이 엘로우 터번 전투에서 스튜어트는 전사했다.

## 어린 시절
젭 스튜어트는 버지니아주와 노스캐롤라이나주의 경계인 패트릭 카운티의 대농장인 로렐 힐에서 태어났다. 11명의 형제 중 8번째로 태어나 남자만 5명이었지만 어린시절을 보낸 뒤에는 최연장자가 되었다. 증조부인 알렉산더 스튜어트 소령은 아메리카 독립전쟁중 킴볼트 카운트 하우스 전투에서 1개연대를 이끌었다. 그의 아버지 아치볼드 스튜어트는 영미 전쟁의 고참병이었고, 정치가이자 검사이며, 버지니아 주의회에서 패트릭 카운티를 대표했다. 그는 한때 미국 하원 의장을 지낸 적도 있다. 아치볼트는 내무장관을 역임했던 알렉산더 휴이 홀미스 스튜어트의 사촌이었다. 어머니 엘리자베스 스튜어트는 엄격한 신앙심이 두터운 여성이자 사업감각이 있던 여성으로 알려져 있어, 가족의 농장을 경영했다. 6명의 자매중 1명인 콜롬비아 라파에트 스튜어트 해스톤(Columbia Lafayette Stuart Hairston)이 있다.

### 교육
14살때까지 스튜어트는 어머니와 가정교사에게 교육을 받고, 그 후 위트빌의 학교에 입학했다. 1848년부터 1850년까지 에머리 & 헨리 대학에 다녔다. 1850년 뉴욕주 웨스트포인트의 미국 육군 사관학교에 입학했다. 10대에는 핸섬하지 않았지만, 급우들은 스튜어트를 가리켜 '미남'(beauty)이란 별명으로 불렀다. 이것은 급우들이 그의 모습을 보고 농담한 것이었다. 로버트 E. 리가 1852년부터 학교장이 되었고, 스튜어트는 리의 가문과 친하게 지내게 되어, 몇 차례 사교적인 모임을 가졌다. 리의 조카였던 피츠휴 리(Fitzhugh Lee)도 1852년 사관학교에 입학했다. 스튜어트는 최종학년에서 사관후보생 제2대위라는 계급을 얻게되어, 기수로서 기술을 보여 명예로운 [기병장교]에 지명된 8명 중 한 명이 되었다. 스튜어트는 그의 클래스 46명 중 13등으로 졸업했다. 기마기술로는 동기 중에서 10등이었다. 사관학교에서 토목공학 수업을 좋아했고, 수학도 특기였으나, 제도(製図)에는 뛰어나지 못해 이 과목은 29등으로 끝났다.

## 연방 육군
1854년, 스튜어트는 명예소위로 임관해 텍사스주의 기마 라이플연대에 배치되었다. 얼마안가 캔자스 준주의 레븐워스 요새에 새로 편성된 미국 육군 제1 기병연대로 전임되어, 연대의 보급계 장교가 되었고, 1855년 중위로 승진했다.
1855년 이때 미육군 제2 드라군연대의 지휘관 필립 센더존 쿡 중령의 딸 플로라 쿡과 만났다. 그들은 만난 지 2개월이 채 지나지 않아 9월에 약혼했다. 스튜어트는 급작스런 교제에 대해 라틴어로 [왔다. 보았다. 이겼다](Veni, Vidi, Victus sum)라고 유머스런말로 책에 썼다. 성대한 결혼식이 캔자스의 리리 요새에서 계획되었으나, 9월 20일 스튜어트의 부친이 사망하자 계획이 변경되어, 11월 14일 결혼식은 조촐하게 가족들만이 보는 앞에서 진행되었다.
스튜어트의 지휘 능력은 곧 두각을 나타냈다. 그는 유혈의 캔자스와 인디언을 상대로 한 전투에서 경험을 쌓았다. 스튜어트는 아메리카 원주민을 상대로 개척지에서 싸우던 1857년 7월에 부상을 입었다. 1859년, 웨스트버지니아주 하퍼스페리에서 과격한 노예해방운동가 존 브라운이 하퍼스페리의 연방군 무기고를 기습하였다. 이 폭동을 진압하기 위해 로버트 E. 리 대령이 해병대를 지휘하여 출동하자 스튜어트는 리 대령에게 보내는 명령서를 휴대하고 리에게 가서 폭동에 대한 진압명령을 전달했다. 또한 무기고를 포위할 때 스튜어트는 자원해 리 대령의 부관으로써 수행했고, 최종공격전 존 브라운에게 최후통첩을 했다. 리와 인연은 이때부터 시작되었다.
1861년 4월 22일, 스튜어트는 대위로 승진했지만, 버지니아 주가 연방 탈퇴를 선언하자 5월 14일에 남군에 가담하기 위해 연방 육군을 제대했다. 얼마있지 않아 벌어질 전쟁 분위기속에서 의부였던 쿡 대령이 미육군에 잔류했다는 것을 안 스튜어트는 의형(후에 남군 준장 존 로저스 쿡)에게 [그는 한번뿐만 아니라 후회하고 있다. 그러니 후회는 계속할 것이다]라고 편지를 썼다.

## 남군

### 초기 활동
스튜어트는 1861년 5월 10일 남군의 버지니아 보병연대 중령으로 임명되었다. 하퍼스페리에서 스톤월 잭슨 대령의 휘하에 들어가자, 잭슨은 스튜어트의 보병대에게 맡긴 임무를 무시하고, 7월 4일 셰넌도어 군의 모든 기병대의 지휘를 스튜어트에게 맡겼다. 7월 16일 스튜어트는 대령으로 승진했다. 셰넌도어 계곡에서 초기활동 후, 제1차 불런 전투에서 연대를 이끌고 패주하는 북군의 추격에 참가했다. 계속해서 포토맥강 상류의 전진기지를 제압했고, 당시 포토맥군, 후에 1862년 3월 북버지니아군이라 불리게 된 군대의 기병여단 지휘를 맡게 되었다. 1861년 9월 24일 준장으로 승진한다.
스튜어트는 적군의 후방에서 대담한 위력정찰을 벌여 일반의 평판을 얻었다. 반도 전역과 그 후 앤티텀 전투에서 2차례에 걸쳐 조지 매클렌란 소장의 군대를 농락했다. 이 쾌거 자체는 군사적 의미를 갖고 있진 않았지만, 남부의 사기를 높일 수 있었다.
북버지니아 전역의 초기였던 1862년 7월 25일 스튜어트는 소장으로 승진하고, 자신의 부대는 기병사단으로 승격되었다. 8월 습격중에 위기에 빠져 포로가 될뻔 했고, 추격중이던 북군에게 자신의 상징이던 깃털장식이 달린 짙은 보라색 모자와 망토를 빼앗겼지만, 다음날 카트렌트 역의 습격에서 북군 지휘관 존 포프 소장의 사령부를 기습해 포프의 군복 뿐만 아니라 리에게 많은 정보를 제공한 명령서를 탈취하기도 했다. 1862년 말, 스튜어트는 래퍼해녹강 북쪽을 기습하여 230명의 인명 피해를 입히면서 자신의 부하들은 고작 27명만 잃기도 했다.
1862년 12월 프레데릭스버그 전투에서 스튜어트와 그의 기병대는(특히 주목할 만한 것은 존 펠햄 소령의 기마포병대) 해밀턴 클로츠그에서 스톤월 잭슨 중장의 군대 측면을 수비했다. 이 전투 전 스튜어트는 잭슨에게 금실로 장식된 새로 만든 남군의 상의를 선물했고, 이것은 잭슨이 더욱 장군처럼 보이게 될 것이라고 생각했다.
1863년 5월 챈슬러즈빌 전투에서 잭슨이 치명상을 당한 후, 며칠간 스튜어트는 리 장군에게서 제2군단의 지휘를 맡으라는 명령을 받아 기병과 마찬가지로 보병들을 잘 지휘해냈다. 잭슨이 죽을 때 스튜어트가 잭슨에게 넘겨준 회색 상의는 피로 얼룩진 절단술 때에 찢어져서, 옛 청색 군복으로 교체했다.

### 게티스버그 전역
게티스버그 전역에서 기병으로 복귀한 스튜어트는 자신의 경력에 2가지 좋지 않은 흠집을 남겼다. 이 전쟁에서 가장 최대 규모의 기병끼리의 전투가 벌어졌던 1863년 6월 9일의 브랜디역 전투에서 스튜어트는 남군 기병들을 지휘했다. 전투는 무승부로 끝났고, 남군은 위치를 사수했다. 그러나, 급습을 받아 희생이 컸던것이 남군 기병들에게는 당혹스런 타격이었고, 전투는 북군 기병대의 높아진 능력을 입증해 보였으며, 또한 무적의 남군 기병대라는 신화가 몰락하는 전조였다.
리와 북군 장군 조지 미드 소장이 게티즈버그를 향해 각각 진군하는 동안, 리는 스튜어트에게 셰넌도어 계곡을 따라 이동하고 있던 보병군단을 엄호하고, 선도부대인 리처드 이월의 제2 군단과 접촉을 유지하라는 명령을 내렸다. 유얼의 군단은 해리스버그 방향으로 진격하고 있었다. 스튜어트는 리의 명령을 오해하여 다시 북군 후방으로 우회 침투했고, 이후에 북군과 접촉 및 리와 통신도 끊어진 채 실제로는 이월 부대의 동쪽에 있다는 것을 알게 되었다. 리의 명령은 스튜어트에게 상당한 자유재량권을 주었고, 두 장군 모두에게 스튜어트의 기병대가 장시간 군대에서 없어진 일, 거기에 군대와 함께 있던 기병의 적극적인 역할 분담을 주지 않은 일에 대해서 공동책임이라 할 수 있었다. 스튜어트와 그의 최강 3개 여단은 게티스버그에 접근한 중요한 단계와 전투가 벌어진 최초 2일간 군대와 떨어져 있었다. 스튜어트의 이런 작전 기동으로 리는 적국 영토 내에서 지형, 도로나 적군의 전력 및 위치 등에 대한 아무런 상세 정보도 얻지 못한 채 장님처럼 남게 되었다. 이 정보 부족은 리의 작전 계획에 따라 남군 병력이 집결하기 전에 1863년 7월 1일에 게티즈버그 전투가 벌어진 첫 번째 이유가 되었다.
스튜어트는 뒤늦게 전투 2일째 되는 날에 그가 노획한 북군 보급 마차들을 끌고 합류했고, 리에게서 따끔한 힐책을 받았다(누구도 리와 스튜어트의 만남 모습을 목격하지 못했으나, 사령부에서 회람된 보고서에는 리의 **가 [험악하고 차가웠다]라고 쓰여 있었다. 에드워드 포터 알렉산더 대령은 [리는 [어이 장군, 이제야 왔는가!]라고 말만 했을 뿐이지만, 그 태도가 질책을 띠고 있었기에 스튜어트도 곧 이해했다]라고 기록했다. 7월 2일에 리가 복숭아 과수원의 북군 배치 현황을 알았다면 공격하지는 않았을 것이다)）. 전투 마지막 날, 스튜어트는 적군의 후방으로 침투해 피켓의 돌격이 세메터리츠에서 벌어지는 동시에 적의 통신선을 절단하라는 임무를 받았으나, 이스트 킴볼리 필드에서의 공격은 데이빗 맥머트리 그레그 준장과 조지 암스트롱 커스터 준장 휘하의 북군 기병대에 저지당해 실패했다.
스튜어트는 게티스버그 전역에서 자신의 역할에 대해, 질타를 받거나 처벌을 받지는 않았지만, 1863년 9월 9일 군단 지휘관에 임명됐음에도 불구하고, 중장으로 승진이 없었던 것은 주목할 만한 사실이다. 역사가 에드워드 본켄파는 북버지니아군의 다른 군단지휘관이 모두 중장으로 승진하고, 동시에 스튜어트의 부하였던 웨이드 햄프턴 및 피츠휴 리가 소장으로 승진한 것과 관련하여 스튜어트가 소장의 지위에 머물게 된 것은 질책을 의미하는 것이라고 생각된다고 적었다.

### 엘로우 터번과 전사
오버랜드 전역(북군 율리시스 그랜트 중장이 1864년 봄에 벌인 리의 군대에 대한 공세)에서 북군이 리치먼드를 위협하고 있을 때, 스튜어트는 5월 11일에 북군의 필립 쉐리던 기병대를 리치먼드 외곽 엘로우 터번에서 저지하고 있었다.
이때 말에서 내린 북군의 기병이 30피트(9m)거리에서 권총으로 스튜어트를 저격했다. 다음날 의형제였던 찰스 블뤼허 의사의 집에서 죽었다. 이때 그의 나이는 31살이었다.
그는 죽기 직전 좋아하는 찬미가 중 하나인 만세 반석 열리니(Rock of Ages)를 모두에게 불러달라고 요구했다. 그가 남긴 마지막 말은 "나는 이제 사임한다. 신의 뜻대로 되게 하소서"였다.
죽은 후 스튜어트는 리치먼드의 헐리우드 묘지에 안장되었다. 그는 아내 플로라와 아이들 J.E.B 스튜어트 쥬니어와 버지니아 펠험 스튜어트를 남겼다. 스튜어트의 사후, 아내 플로라는 남은 49년의 생애동안 검은 상복을 입고 지냈다.

## 유산과 기념
그의 친구 스톤월 잭슨처럼, 젭 스튜어트도 전설적인 인물이었고, 미국에서도 가장 위대한 기병 지휘관 중 한 명으로 평가된다.
조각가 프레데릭 모이니헌이 제작한 스튜어트 장군의 동상은 1907년 리치먼드의 유명한 기념비 거리의 스튜어트 광장에 건립되었다. 스톤월 잭슨 장군과 함께 그의 기마상은 북쪽을 향하도록 했는데, 남북전쟁에서 죽은 것을 나타냈다. 1884년 버지니아주 테이라즈빌 도시는 스튜어트라고 도시명을 고쳤다. 미육군은 제2차 세계대전에서 사용된 2종류의 전차 M3 및 M5 경전차에 적대자의 명예를 기려 이름을 붙였다. 버지니아주 폴스 처지의 고교 J.E.B 스튜어트 고교도 그에게서 비롯된 것이다. 그 학교의 스포츠 게임의 별명 [레이더스]는 스튜어트의 남북전쟁에서의 전술을 가리키는 것이었다.
2006년 12월 플로라 스튜어트가 소장하던 개인적인 남군 군기가 옥션에 나와 남군 깃발로써는 기록을 깨고 956,000달러에 팔렸다）. 34인치X34인치(86cmX86cm)의 깃발은 1862년 스튜어트를 위해 플로라가 직접 만든 것으로 스튜어트는 가장 유명한 전투에서 휴대했다. 그러나 그해 12월 막사에서 캠프불 속에 떨어뜨려 손상을 입었다. 스튜어트는 그 깃발에 일어난 사고의 전말을 이야기하고, 깃발의 손상에 대해 낙담하고 있음을 전하는 편지와 함께 아내에게 돌려보냈다. 그 깃발은 1969년까지 스튜어트 가문에 비치되어 있었으나, 그 후 장군의 손녀에 의해 버지니아주 스톤톤의 스튜어트홀에 기증되었다. 스튜어트의 아내 플로라 쿡 스튜어트는 스톤톤의 버지니아 부인학교의 회장을 지냈기에, 그녀에서 유래되어 1907년 스튜어트 홀로 개명했다. 이 학교는 비밀리에 이 깃발과 편지를 2000년 수집가에게 매각했다. 이 깃발과 편지는 스튜어트 홀의 응접사이에 1개의 상자에 넣어 전시했으나, 2006년부터는 각각 옥션에 매각되었다.
스튜어트의 탄생지 패트릭에 있던 로렐힐은 1992년 스튜어트 탄생지 보존신탁회사를 사들여, 보존과 설명이 이루어지게 되었다.

## 대중문화
텔레비 방송 [해저드의 공작](The Dukes of Hazzard) 속에서, 공작의 친척 중 한명(하나의 에피소드에서 등장)이 [젭 스튜어트 공작]이란 이름으로 출연했다.
1960년대부터 1980년대 말까지 DC 코믹스가 출판한 [전차]를 등장시킨 장수 만화책 [G.I 컴뱃]에서 스튜어트 장군의 유령이 그의 이름을 물려받은 제프 스튜어트 중위가 지휘한 전차의 승무원(처음엔 스튜어트, 후에 셔먼)을 안내했다.
조셉 프쿠아는 영화 [게티스버그] 와 [신과 장군들]에서 스튜어트역을 맡아 열연했다.
에론 브린은 영화 [산타페 트렐]에서 남북전쟁 이전 시대에 캔자스 및 하퍼스페리에서 존 브라운과 대치하던 스튜어트역을 연기했다. 이 영화는 많은 역사적 부정확성 때문에 악평을 받았으나, 또 한가지 스튜어트, 조지 암스트롱 카터 및 필립 쉐리던이 두터운 우정을 지닌 친구로 등장했고, 3명 모두 1854년 웨스트포인트에서 공부한 것으로 나온다.
남군이 남북전쟁에서 승리했다는 가상의 시나리오를 서술한 또 하나의 역사소설에서 젭 스튜어트는 또 한사람의 인생에 광범위한 역할을 주었다. 로버트 스키민의 [회색의 승리] 및 해리 터틀더브의 [타임라인 191] 시리즈에서는 저명한 등장인물이 되었다.
실험적인 밴드였던 젭 스튜어트 트리뷰트 밴드는 장군의 이름을 사용했다. 그 노래는 제프 스튜어트가 묘사한 남부의 문화에 관련된 화제도 포함되어 있다.

## 참고 문헌
다음은 영어판의 참고문헌이다.
- Bonekemper, Edward H. III, How Robert E. Lee Lost the Civil War, Sergeant Kirkland's Press, 1998, ISBN 1-887901-15-9.
- Eicher, John H., and Eicher, David J., Civil War High Commands, Stanford University Press, 2001, ISBN 0-8047-3641-3.
- Perry, Thomas D., Laurel Hill Teachers' Guide, 2005.
- Robertson, James I., Jr., Stonewall Jackson: The Man, The Soldier, The Legend, MacMillan Publishing, 1997, ISBN 0-02-864685-1.
- Sears, Stephen W., Gettysburg, Houghton Mifflin, 2003, ISBN 0-395-86761-4.
- Smith, Derek, The Gallant Dead: Union & Confederate Generals Killed in the Civil War, Stackpole Books, 2005, ISBN 0-8117-0132-8.
- Thomas, Emory M., Bold Dragoon: The Life of J.E.B. Stuart, University of Oklahoma Press, 1986, ISBN 0-8061-3193-4.

## 읽을거리
- Aubrecht, Michael A., Christian Cavalier: The Spiritual Legacy of J.E.B. Stuart, PublishAmerica, 2005, ISBN 1-4137-7825-9.
- Davis, Burke, Jeb Stuart: The Last Cavalier, Random House, 1957, ISBN 0-517-18597-0.
- Longacre, Edward G., The Cavalry at Gettysburg, University of Nebraska Press, 1986, ISBN 0-8032-7941-8.
- Longacre, Edward G., Lee's Cavalrymen: A History of the Mounted Forces of the Army of Northern Virginia, Stackpole Books, 2002, ISBN 0-8117-0898-5.
- Wittenberg, Eric J., and Petruzzi, J. David, Plenty of Blame to Go Around: Jeb Stuart's Controversial Ride to Gettysburg, Savas Beatie, 2006, ISBN 1-932714-20-0.